# Planet Asia
Planet Asia es un rapero de Fresno, California. Se mudó a San Francisco y se convirtió en uno de los primeros raperos en obtener credibilidad fuera de Fresno. Consiguió más reconocimiento cuando la revista Source le dio un premio por el álbum "How The West Was One".
Firmó por Interscope Records, pero abandonó debido a que la fuerte inclinación que tenían por promover la carrera de artistas como Eminem.

## Discografía

### Álbumes
- 2002: Still in Training
- 2004: The Grand Opening
- 2006: The Medicine
- 2007: The Jewelry Box Sessions: The Album
- 2008: Pain Language (con DJ Muggs)
- 2010: Black Belt Theatre